# 伯納·迪奧美德
伯納·尼古拉·鐵耶利·迪奧美德（法語：Bernard Nicolas Thierry Diomède，1974年1月23日—），常称贝尔纳·迪奥梅德（Bernard Diomède）是法國足球領隊和前職業足球員。他最近擔任法國U20隊的主教練。司職翼鋒，並為法國隊奪得1998年世界盃冠軍。

## 早年
迪奧美德出生於法國謝爾省的聖杜爾沙，父母是瓜德羅普島後裔。

## 球會生涯
迪奧美德的職業生涯始於歐塞爾。在為球會踢完青年隊比賽後，他於1992年首次亮相法甲聯賽。他在正選隊效力八年，在居伊·鲁的帶領下，歐塞爾於1996年贏得法甲聯賽和法國盃雙冠王。這位翼鋒為歐塞爾在175場聯賽中射入30球。
2000年6月，當時利物浦領隊謝拉爾·侯利亞以300萬英鎊轉會費簽下迪奧美德。在對陣新特蘭的處子秀中，迪奧梅德似乎是用一記倒掛金鈎射門得分，但儘管回放顯示皮球已經越過門線，但他並沒有獲得入球。不過，他並沒有在英超落腳，只為利物浦上陣五場比賽。2003年1月，他被借用至法甲升班馬阿些斯奧，直至合約期滿。在利物浦的生涯結束後，他加入法乙球隊格迪爾，然後加入法國全國聯賽的克萊蒙。

## 國際賽生涯
迪奧美德代表隨法國國家隊上陣八次，但從未入球。1998年1月28日，他在對陣西班牙的友誼賽中首次獲得國家隊出場機會。在1998年世界盃上，他正選上陣三場比賽，分別是小組賽對沙特阿拉伯和丹麥，16強賽對陣巴拉圭。1998年世界盃後未能再入選國家隊。

## 退役
2008年1月18日，迪奧美德在18個月沒有球會落班的情況下宣布退役。
他現在在巴黎南部伊西萊穆利諾的聖尼古拉學校經營伯納·迪奧美德足球學院。

## 榮譽
歐塞爾
- 法甲: 1995–96[7]
- 法國盃: 1995–96[7]

法國
- 世界盃: 1998年

勳章
- 法國榮譽軍團勳章：1998[14]
- 法國國家功績勳章：2013[15]

## 外部連結
- Bernard Diomède （页面存档备份，存于）於法國足球總會
- 法国足球协会上的 伯納·迪奧美德 （法文） 存档于webarchive.org.
- LFC History Profile （页面存档备份，存于）
- FIFA Profile
- Bernard Diomède （页面存档备份，存于）於National-Football-Teams.com